# 紫槐路
紫槐路是中华人民共和国上海市浦东新区的一条街道，南北走向。道路北起丁香路，穿过联洋新社区，南至锦绣路。

## 周边建筑物
- 证大大拇指广场
- 上海市进才实验小学

## 交汇道路（由北向南）
- 丁香路
- 迎春路
- 锦绣路